# 微仲
微仲（？—？），子姓，名衍，一名泄，號仲思。周朝宋国第二任国君，孔子十五世祖。宋微子（微子啟）之弟，帝乙之子。
周公攝政代天巡狩，紂王子武庚與三監聯合作亂，周公東征平亂，殺武庚，改立微子代表殷商後裔，為宋國公爵（今河南商丘），准用天子禮樂祭祖，為周朝二王三恪之一。微子嫡子微伯有一子腯，但微伯及后代爲質于周朝作史官，不能继承國君之位，遂按殷兄终弟及的宗法，传位于微子的二弟衍继位，是為微仲。
微仲死后，其子稽繼位，是為宋公稽。